# Michael Noble
Michael Antony Cristobal Noble, baron Glenkinglas (ur. 19 marca 1913, zm. 15 maja 1984), brytyjski polityk, członek Partii Konserwatywnej, minister w rządach Harolda Macmillana, Aleca Douglasa-Home’a i Edwarda Heatha.

## Życiorys
Był młodszym synem Johna Noble'a, 1. baroneta (of Ardkinglas and Eilean Iarmain), i wnukiem sir Andrew Noble'a, 1. baroneta (of Ardmore and Ardardan Noble). Wykształcenie odebrał w Eton College i w Magdalen College na Uniwersytecie Oksfordzkim. Był przewodniczącym Black Face Sheep Breeders' Assocaioton oraz Highland Cattle Society. Zasiadał również w radzie hrabstwa Argyll oraz był dyrektorem Associated Fisheries.
W czerwcu 1958 r. wygrał wybory uzupełniające do Izby Gmin w okręgu Argyll. W parlamencie zasiadał do 1974 r. W 1960 r. został szkockim whipem, a od 1961 r. był Lordem Komisarzem Skarbu. Po "nocy długich noży" w 1962 r. został członkiem gabinetu jako minister ds. Szkocji i pozostał na tym stanowisku do wyborczej porażki Partii Konserwatywnej w 1964 r. Kiedy konserwatyści powrócili do władzy w 1970 r. Noble został przewodniczącym Zarządu Hanlu. Kiedy pod koniec roku Zarząd Handlu połączono z ministerstwem technologii w ministerstwo handlu i przemysłu, Noble został ministrem ds. handlu, ale już bez prawa do zasiadania w gabinecie.
Na tym stanowisku pozostał do 1972 r. W 1974 r. został kreowany parem dożywotnim jako baron Glenkinglas i zasiadł w Izbie Lordów.